# Jean-Marc Lefranc
Pour les articles homonymes, voir Lefranc.
Jean-Marc Lefranc, né le 20 février 1947 à Grandcamp-les-Bains (Calvados), est un homme politique français, ancien député du Calvados, il est aussi Conseiller régional de Basse-Normandie de 1998 à 2015

## Biographie
Ancien menuisier-charpentier à Grandcamp-Maisy dont il est maire douze ans, il est élu conseiller régional en 1998, conseiller général du canton d'Isigny de 2001 à 2002 puis député le 16 juin 2002, pour la XIIe législature (2002-2007), dans la 5e circonscription du Calvados. Il est réélu en 2007. Il fait partie du groupe UMP.
Il est président de la Fédération nationale des Pays d'accueil touristique de 2002 à 2012. Il est président du groupe d'amitié France-Bénin à l'Assemblée nationale de 2002 à 2012 et vice-président du groupe d'amitié France-Sénégal, président du groupe d'études littoral, gestion des ressources halieutiques et pêcheries côtières, il est Chevalier dans l'ordre du Mérite Maritime. Il est  aussi vice-président du groupe mer et souveraineté maritime et vice-président du groupe chasse.
Au niveau local, Jean-Marc Lefranc est également conseiller régional de Basse-Normandie. Il siège au groupe d'opposition LR présidé par Joël Bruneau.
Investi par son parti pour briguer un troisième mandat lors des élections législatives de 2012, pour raisons de santé, il se retire de la course en mars 2012. 
Il reçoit le titre de Chevalier de la Légion d'Honneur le 22 juin 2015. 
Le 22 juillet 2016 il est reçu au Pentagone par le secrétaire à l'Armée des États-Unis Eric Fanning et se voit décerner le titre de membre éminent honoraire de la Airborne et Ranger Training Brigade basée à Fort Benning en Géorgie (USA)
Il est intronisé en 2018 à Fort Benning dans le prestigieux Ranger Hall of Fame (Temple de la Renommée) et membre honoraire du 75ème régiment de Rangers. Cette même année il devient membre honoraire du 2ème bataillon de Rangers à Fort Lewis WA.
Redevenu maire de Grandcamp-Maisy à la faveur des élections municipales de 2020 Il démissionne le 10 août 2021 pour raisons de santé.

## Mandats
- 20/03/1989 - 18/06/1995 : Maire de Grandcamp-Maisy (Calvados)
- 19/06/1995 - 18/03/2001 : Maire de Grandcamp-Maisy (Calvados)
- 19/03/2001 - 12/07/2002 : Membre du Conseil général du Calvados
- 16/03/1998 - 31/12/2015 : Membre du Conseil régional de Basse-Normandie
- 16/06/2002 - 25/06/2012 : Député de la 5e circonscription du Calvados
- 220/03/1989 à ce jour : Membre du Comité du Débarquement
- 22/09/2015: Président du Comité du Débarquement de Normandie
- 15/03/2020 - 10/08/2021: Maire de Grandcamp-Maisy (Calvados)